# عدد تشاندراسخار
عدد تشاندراسخار (بالإنجليزية: Chandrasekhar number) هو كمية لا بعدية تُستخدم في الحمل المغناطيسي لتمثيل معدل قانون لورنتس إلى اللزوجة. يشتق هذا الاسم من اسم عالم الفيزياء الفلكية الهندي سابرامانين تشاندراسخار.
وظيفة العدد الأساسية هي قياس المجال المغناطيسي، كونه متناسبًا مع مربع المجال المغناطيسي المحدد في نظام.

## التعريف
يُشار لعدد تشاندراسخار عادة بالحرف Q، ويُحفز بالشكل اللابعدي من معادلات نافييه-ستوكس في وجود القوة المغناطيسية في معادلات الهيدروديناميكية المغناطيسيّة:
{\displaystyle {\frac {1}{\sigma }}\left({\frac {\partial ^{}\mathbf {u} }{\partial t^{}}}\ +\ (\mathbf {u} \cdot \nabla )\mathbf {u} \right)\ =\ -{\mathbf {\nabla } }p\ +\ \nabla ^{2}\mathbf {u} \ +{\frac {\sigma }{\zeta }}{Q}\ ({\mathbf {\nabla } }\wedge \mathbf {B} )\wedge \mathbf {B} ,}
حيث 𝛿 عدد برانتل و ζ هي عدد برانتل المغناطيسي.
وبالتالي يمكن تعريف عدد تشاندراسخار كالتالي:
{\displaystyle {Q}\ =\ {\frac {{B_{0}}^{2}d^{2}}{\mu _{0}\rho \nu \lambda }}}
حيث μ 0 هو النفاذية المغناطيسية و ρهو كثافة السائل، و νهي اللزوجة الكينماتيكية، و λ هي الانتشارية المغناطيسية. B0 وd مميزتان للمجال المغناطيسي مدى طول النظام على الترتيب.
إنها ترتبط بعدد هارتمان، H، بالمعادلة:
{\displaystyle Q\ {=}\ H^{2}\ }